# گابورون
گابورون پایتخت کشور بوتسوانا است.

## جغرافیا
جمعیت آن در برآورد ژانویه ۲۰۰۵ برابر با ۲۰۸٬۴۱۱ نفر است و یکی از پررشدترین شهرهای آفریقا است.
گابورون در گوشه جنوب شرقی بوتسوانا، ۱۵ کیلومتر از مرز آفریقای جنوبی و در دره‌ای تخت میان تپه‌های کگاله و اودی واقع شده‌است.
رودخانه نوتوانه از میان این شهر می‌گذرد.

## پیشینه
گابورون پیش از سال ۱۹۶۹ به نام گابرونس (Gaberones) معروف بود.
گابرونس در سال ۱۹۶۵ بجای مافکینگ به عنوان پایتخت منطقه تحت‌الحمایه بچوآنالند برگزیده شد.

## شهرهای خواهر خوانده
- بربنک - ایالات متحده
- چجیانگ - چین
- وستروس - سوئد